# Campionati del mondo Ironman del 2004
I Campionati del mondo Ironman del 2004 furono vinti da Normann Stadler e Natascha Badman.

## Ironman Hawaii - Classifica

### Uomini
| Pos. | Tempo   | Nome               | Paese       | Ripartizione tempi | Ripartizione tempi | Ripartizione tempi | Ripartizione tempi | Ripartizione tempi |
| Pos. | Tempo   | Nome               | Paese       | Nuoto              | T1                 | Bici               | T2                 | Corsa              |
| ---- | ------- | ------------------ | ----------- | ------------------ | ------------------ | ------------------ | ------------------ | ------------------ |
|      | 8:33:29 | Normann Stadler    | Germania    | 54:27              | 0:56               | 4:37:58            | 2:18               | 2:57:53            |
|      | 8:43:40 | Peter Reid         | Canada      | 53:12              | 0:27               | 5:01:38            | 2:14               | 2:46:10            |
|      | 8:45:14 | Faris Al-Sultan    | Germania    | 50:39              | 1:51               | 4:55:44            | 2:11               | 2:54:51            |
| 4    | 8:48:35 | Alex Taubert       | Germania    | 53:24              | 1:56               | 4:49:45            | 2:55               | 3:00:37            |
| 5    | 8:54:26 | Rutger Beke        | Belgio      | 54:35              | 1:33               | 4:59:57            | 2:28               | 2:55:55            |
| 6    | 8:58:45 | Torbjørn Sindballe | Danimarca   | 53:07              | 1:55               | 4:48:51            | 2:21               | 3:12:32            |
| 7    | 8:59:25 | Cameron Widoff     | Stati Uniti | 51:31              | 1:57               | 4:59:36            | 2:15               | 3:04:07            |
| 8    | 9:03:11 | Timo Bracht        | Germania    | 54:54              | 1:37               | 4:58:42            | 2:00               | 3:05:59            |
| 9    | 9:04:32 | Rene Rovera        | Francia     | 56:28              | 1:40               | 5:04:30            | 2:15               | 2:59:41            |
| 10   | 9:04:51 | Raynard Tissink    | Sudafrica   | 53:18              | 2:02               | 5:02:45            | 6:01               | 3:00:46            |

### Donne
| Pos. | Tempo    | Nome               | Paese         | Ripartizione tempi | Ripartizione tempi | Ripartizione tempi | Ripartizione tempi | Ripartizione tempi |
| Pos. | Tempo    | Nome               | Paese         | Nuoto              | T1                 | Bici               | T2                 | Corsa              |
| ---- | -------- | ------------------ | ------------- | ------------------ | ------------------ | ------------------ | ------------------ | ------------------ |
|      | 9:50:04  | Natascha Badmann   | Svizzera      | 1:01:36            | 2:04               | 5:31:37            | 3:03               | 3:11:45            |
|      | 9:56:19  | Heather Fuhr       | Canada        | 1:01:18            | 2:00               | 5:44:12            | 2:46               | 3:06:04            |
|      | 10:01:56 | Kate Major         | Australia     | 1:01:05            | 2:25               | 5:38:51            | 1:58               | 3:17:39            |
| 4    | 10:04:16 | Lisa Bentley       | Canada        | 1:01:05            | 0:30               | 5:50:11            | 6:15               | 3:06:17            |
| 5    | 10:05:10 | Joanna Lawn        | Nuova Zelanda | 0:56:37            | 1:54               | 5:46:09            | 2:47               | 3:17:44            |
| 6    | 10:07:06 | Belinda Granger    | Australia     | 0:59:08            | 1:58               | 5:38:26            | 6:30               | 3:21:07            |
| 7    | 10:08:55 | Lisbeth Kristensen | Danimarca     | 0:56:33            | 1:55               | 5:41:25            | 2:34               | 3:26:29            |
| 8    | 10:10:49 | Fernanda Keller    | Brasile       | 1:01:15            | 1:44               | 5:47:40            | 2:07               | 3:18:05            |
| 9    | 10:11:02 | Tina Walter        | Germania      | 1:05:09            | 2:07               | 5:40:59            | 2:11               | 3:20:38            |
| 10   | 10:13:46 | Nicole Leder       | Germania      | 1:01:06            | 1:49               | 5:59:56            | '2:35              | 3:08:21            |

## Ironman - Risultati della serie

### Uomini
| Evento    | Oro         | Tempo   | Argento           | Tempo   | Bronzo               | Tempo   |
| Hawaii    | Peter Reid  | 8:22:35 | Rutger Beke       | 8:28:27 | Cameron Brown        | 8:30:08 |
| Lanzarote | René Rovera | 8:48:31 | Steffen Liebetrau | 8:51:17 | Felix Martinez Rubio | 8:53:22 |

### Donne
| Evento    | Oro                  | Tempo   | Argento          | Tempo    | Bronzo        | Tempo    |
| Hawaii    | Lori Bowden          | 9:11:55 | Natascha Badmann | 9:17:08  | Nina Kraft    | 9:17:16  |
| Lanzarote | Virginia Berasategui | 9:41:52 | Gillian Bakker   | 10:16:43 | Sonja Heubach | 10:17:40 |

## Calendario competizioni
| Progr. | Data            | Evento            | Sede                         | Nazione     |
| ------ | --------------- | ----------------- | ---------------------------- | ----------- |
| 1      | 18 ottobre 2003 | Ironman Hawaii    | Kailua-Kona, Hawaii          | Stati Uniti |
| 2      | 2 giugno 2004   | Ironman Lanzarote | Puerto del Carmen, Lanzarote | Spagna      |